# Love From The Bee Gees
A  Love From The Bee Gees  című lemez a Bee Gees  együttes 1960-as és 1970-es években keletkezett dalaiból kiadott válogatáslemez.

## Az album dalai
1. New York Mining Disaster 1941 (Barry és Robin Gibb) – 2:10
2. To Love Somebody (Barry és Robin Gibb) – 3:00
3. Massachusetts (Barry, Robin és Maurice Gibb)  – 2:28
4. World (Barry, Robin és Maurice Gibb)  – 3:13
5. Words (Barry, Robin és Maurice Gibb)  – 3:18
6. I've Gotta Get a Message To You (Barry, Robin és Maurice Gibb)  – 2:56
7. How Deep Is Your Love (Barry, Robin és Maurice Gibb)  – 4:02
8. More Than a Woman (Barry, Robin és Maurice Gibb)  – 3:14
9. Spirits (Having Flown) (Barry, Robin és Maurice Gibb)  – 5:19
10. Run To Me (Barry, Robin és Maurice Gibb)  – 3:00
11. Love Me (Barry és Robin Gibb) – 4:00
12. Tragedy (Barry, Robin és Maurice Gibb) – 5:03
13. I Started a Joke (Barry, Robin és Maurice Gibb)  – 3:15
14. First Of May (Barry, Robin és Maurice Gibb) – 2:48
15. Don't Forget to Remember (Barry és Maurice Gibb) – 3:29
16. Lonely Days (Barry, Robin és Maurice Gibb)  – 3:48
17. How Can You Mend A Broken Heart (Barry és Robin Gbb) – 3:56
18. I Can't See Nobody   (Barry és Robin Gibb) – 3:45
19. If I Can't Have You (Barry, Robin és Maurice Gibb) – 2:17
20. Too Much Heaven (Barry, Robin és Maurice Gibb)  – 4:54
21. Love So Right (Barry, Robin és Maurice Gibb)  – 3:31
22. Nights on Broadway (Barry, Robin és Maurice Gibb)  – 4:32
23. Fanny (Be Tender With My Love) (Barry, Robin és Maurice Gibb)  – 4:06
24. Love You Inside Out (Barry, Robin és Maurice Gibb)  – 4:08

## Közreműködők
- Bee Gees